# Damian Müller
Damian Müller, né le 25 octobre 1984 à Ermensee (originaire du même lieu), est une personnalité politique suisse, membre du Parti libéral-radical (PLR).
Il est député du canton de Lucerne au Conseil des États depuis novembre 2015.

## Biographie
Damian Müller naît le 25 octobre 1984 à Ermensee, dans le canton de Lucerne. Il est originaire du même lieu. Il a une sœur, de trois ans son aînée. Leurs parents dirigent un magasin d'électronique à Hitzkirch.
Il grandit à Ermensee, dans une famille d'entrepreneurs. Dans son enfance, il passe beaucoup de temps dans la menuiserie de son grand-père. Sa grand-mère tient un petit commerce à Ermensee, tandis que ses parents travaillent comme indépendants dans le secteur de l'électronique. La famille déménage à Hitzkirch à la fin des années 1980.
Après avoir terminé son apprentissage de commerce, il est représentant commercial pour la Scandinavie et l'Europe de l'Est dans une entreprise internationale, puis comme chef du service externe chez Valora. Il travaille ensuite pour la direction de la fondation de Swiss Life jusqu'en avril 2021.
Il a le grade d'appointé-chef à l'armée et habite à Hitzkirch, dans la même maison que ses parents.
Ses hobbies sont notamment les sports équestres. Il commente ainsi des compétitions depuis l'âge de 14 ans.

## Parcours politique
Il siège de 2001 à 2016 au Conseil communal (exécutif) de Hitzkirch, dont il est président en 2008[réf. souhaitée]. Il est membre du Conseil cantonal de Lucerne de 2011 à 2015[réf. souhaitée].
Il est élu au Conseil des États au deuxième tour le 15 novembre 2015, après avoir fait campagne sur un triporteur Piaggio. Il y est, à 31 ans, le plus jeune député de la législature,. Il est réélu au premier tour et à la première place lors des élections de 2019 : totalisant 65 784 voix, il creuse un écart de plus de 10 000 voix sur la seconde élue, la PDC Andrea Gmür, et de plus de 25 000 voix sur le premier non élu, l'UDC Franz Grüter. Il est largement réélu au premier tour en octobre 2023.
Il siège à la Commission de politique extérieure (CPE), qu'il préside de décembre 2019 à novembre 2021, à la Commission de l'environnement, de l'aménagement du territoire et de l'énergie (CEATE) et à la Commission de la sécurité sociale et de la santé publique (CSSS) depuis janvier 2019, commission qu'il préside depuis la fin 2023 ; il est par ailleurs membre de la Commission de gestion (CdG) jusqu'en décembre 2019 et de la Commission des institutions politiques (CIP) de décembre 2019 à décembre 2023.
Il est membre de la direction du PLR du canton de Lucerne de 2012 à 2020. Évoqué pour succéder à Petra Gössi à la présidence du PLR au niveau national, il annonce en août 2021 qu'il n'est pas candidat,,.

### Positionnement politique
Le Tages-Anzeiger le qualifie en 2021 de libéral conciliant et pragmatique.
Il est particulièrement présent sur le dossier de l'accord institutionnel entre la Suisse et l'Union européenne et sur celui des relations avec la Chine. Il soutient le tournant vert de son parti en s'engageant fortement en faveur de la révision de 2020 de la loi sur le CO2,,.

### Autres mandats
Il est élu à la présidence de la Fédération suisse des sports équestres le 6 décembre 2021 pour un mandat de quatre ans, après en avoir été vice-président pendant deux ans.